# 김상균 (래퍼)
김상균(金相均, 1995년 5월 23일 ~ )은 대한민국의 래퍼이다.
2013년에 탑독의 일원으로 데뷔했으며, 당시에는 아톰(A-Tom)이라는 예명을 사용하였다. 2017년 탑독 탈퇴 후 《PRODUCE 101 시즌 2》에 참가하였으나 최종 26위로 파이널 진출에는 실패했다. 2017년 10월 18일, 《PRODUCE 101 시즌 2》의 참가자였던 노태현, 켄타, 용국, 권현빈, 김동한과 함께 프로젝트 보이그룹 JBJ로 활동했다.
2018년 10월 켄타와 함께 남성 듀엣 JBJ95로 재데뷔했으며, 2019년 3월 10일에는 후너스와 결별한 후 켄타가 있는 스타로드 엔터테인먼트로 이적했다.

## 학력
- 운천초등학교 (졸업)
- 광주중학교 (졸업)
- 광덕고등학교 (졸업)
- 글로벌사이버대학교 방송연예과 (재학)

## 출연 작품

### 텔레비전 프로그램
- 《Show Me The Money 5》 (2016) - 참가자
- 《PRODUCE 101 시즌 2》 (2017) - 참가자

### 드라마
- 《너의 노래를 들려줘》 - 문재형 역